# 商品価格指数
商品価格指数（しょうひんかかくしすう）とは、商品の価格動向を時系列などにより把握するための指標で、目的に応じて1つあるいは2つ以上の商品の価格を一定の方法で計算して算出される。

## 代表的な商品価格指数

### 国内
- 日本銀行国際商品指数

19の商品から構成され、日本の貿易統計における輸入金額に応じた比重(ウェイト)により平均として算出される。

### 海外
- en:S&P GSCI

GSCIはGoldman Sachs Commodity Indexの略。2007年にStandard & Poor'sに移管された。24の商品で構成され、世界における生産金額に応じた比率(ウェイト)により加重平均として算出される。
- CRB指数

商品全体の価格動向を測るため1957年にCommodity Research Bureauにより作成された商品価格指数。現在19の商品を対象に計算されている。当初はイコールウェイトであったが2005年に比率が変更されている。
- CCI

当初のCRB指数を引き継いており、17の商品を同比重(イコールウェイト）で平均を計算し指数としている。
- Deutsche Bank Liquid Commodity Index (DBLCI)
- en:Dow Jones-UBS Commodity Index
- en:UBS Bloomberg Constant Maturity Commodity Index (CMCI)
- en:Rogers International Commodity Index